# آب زردچوبه
آب زردچوبه (انگلیسی: Turmeric juice) یک نوع نوشیدنی است که از زردچوبه تهیه می‌شود.
باور بر این است که آب زردچوبه سود زیادی برای سلامتی دارد که شامل تسهیل کردن دل درد و التهاب مفصل است.